# غريفين هاوس
غريفين هاوس (بالإنجليزية: Griffin House)‏ هو مغن مؤلف أمريكي، ولد في 21 أبريل 1980.

## وصلات خارجية
- الموقع الرسمي
- غريفين هاوس على موقع ميوزك برينز (الإنجليزية)
- غريفين هاوس على موقع أول ميوزيك (الإنجليزية)
- غريفين هاوس على موقع ديسكوغز (الإنجليزية)